# Приди и возьми
Моло́н лабе́ (др.-греч. Μολὼν λαβέ — приди, возьми; приблизительное др.-греч. произношение моло́н лабэ́, современный греческий — молон лавэ) — крылатая фраза, легендарный ответ спартанского царя Леонида I на письменное требование персидского посла сдать оружие накануне битвы при Фермопилах.

## Легенда
По легенде, фраза была произнесена при следующих обстоятельствах. Во время похода Ксеркса I в Грецию в ходе греко-персидских войн Ксеркс прислал к Фермопилам гонца с двумя словами: «сложи оружие». Леонид ответил лаконично: «приди и возьми».
Слово «молон» — активное причастие аориста в единственном числе от глагола βλώσκω (blōskō). Аорист «лабе» — повелительное наклонение второго лица единственного числа λαμβάνω (lambanō). Таким образом, вероятно, более близкий перевод: «Придя, возьми!».
Фраза была использована в фильмах «Триста спартанцев» (1962) и «300 спартанцев» (2007). 

## Независимость Техаса

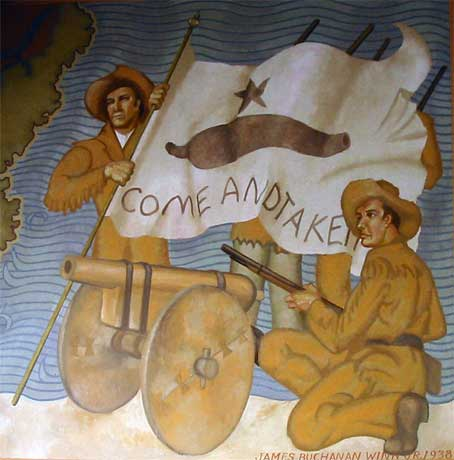
Фреска Come and Take It.

Фраза в английской и испанской адаптациях (англ. Come and take it, исп. Ven y tómalo) использовалась американскими защитниками Форта Моррис (провинция Джорджия) в 1778 году во время Войны за независимость США и в битве при Гонзалесе в 1835 году во время войны за независимость Техаса. Фраза стала девизом 1-го греческого армейского корпуса и американского Центрального командования специальными операциями.